# Sant Roc de Santa Pau
Sant Roc de Santa Pau és una església de Santa Pau (Garrotxa) inclosa a l'Inventari del Patrimoni Arquitectònic de Catalunya.

## Descripció
L'antic hospital de Santa Pau va tenir una capella dedicada a Sant Roc i Sant Sebastià. A la llinda de la porta d'entrada hi ha una data: 1784, i la inscripció AVE MARIA, avui molt repicada, quasi il·legible. L'ajuntament avui hi guarda el carro que fa servir pels enterraments així com una part de l'arxiu municipal. El seu interior està molt deficient.
Part del darrere: Àrea circular de dos pisos. El superior no està cobert i presenta una barana molt decorada. L'inferior té el mateix tipus de barana però queda tallada per pilars que formen cinc arcs que li donen la forma circular. La part inferior està feta de pedres irregulars.

## Història
Dels pocs documents que s'han trobat referents a l'antic hospital de la vila de Santa Pau destaca un concili datat el 4 de juny de 1424. En ell es declara la necessitat de construir un nou hospital que reculli als pobres. Els signant, Arnau de Riera, ordena que es construeixi un hospital de nova planta, llunyà de la Vila Vella, i que s'hi recullin tots els "pobres de Crist". Aquest fou, sens dubte, l'origen de l'hospital de Santa Pau.
Però no se sap si la capella de Sant Sebastià i de Sant Roc és també de finals de segle xv o si la seva construcció és molt posterior.